# Rapunzel Naturkost
Die Rapunzel Naturkost GmbH produziert und vertreibt vegetarische Bio-Lebensmittel. Das Unternehmen mit Sitz in Legau im Landkreis Unterallgäu wurde 1974 gegründet.

## Geschichte
1974 gründeten Joseph Wilhelm und Jennifer Vermeulen das Unternehmen mit einem Startkapital von 3.000 DM. Sie mieteten einen Bauernhof, um Bio-Lebensmittel anzubauen und diese zu verkaufen. 1975 wurde ein Naturkostladen in der Katherinengasse in Augsburg eröffnet. Zu den ersten eigenen Produkten zählten Müsli, Nussmuse und Fruchtschnitten.
Das Unternehmen setzt sich seit der Gründung für die Förderung der ökologischen Landwirtschaft ein. Das 1985 gegründete Türkei-Projekt ist das größte und am längsten existierende Projekt des Unternehmens. Dort bauen heute circa 600 Bauern aus 14 Provinzen 37 verschiedene Produkte für das Unternehmen an – darunter Feigen, Aprikosen, Sultaninen, Haselnüsse, Mandeln, Sesam und Oliven.
Das Unternehmen wirbt auch mit der Anwendung von Prinzipien wie sozialer Gerechtigkeit, fairen Preise und Sicherheit für die Rohstofflieferanten. Es gründete daher Anfang der 1990er Jahre das eigene Fairhandels-Programm mit dem Namen Hand in Hand, um den fairem Handel und die ökologische Landwirtschaft in den sogenannten Entwicklungsländern zu fördern. Heute profitieren 18 regionale Organisationen aus Ägypten, Bolivien, Brasilien, Burkina Faso, der Dominikanischen Republik, Ghana, Indien, Paraguay, Peru, Sri Lanka und Tansania von dem Programm. Zusammen mit der Deutschen Umwelthilfe gründete das Unternehmen 1998 einen Hand-in-Hand-Fonds, um kleineren Vor-Ort-Initiativen unbürokratisch Hilfe zur Selbsthilfe ermöglichen zu können. Bislang (Stand Juli 2016) wurden 259 Projekte in 55 Ländern mit einer Summe von 1,13 Mio. € unterstützt.
Am 1. Februar 2024 zum 50-jährigen Firmenjubiläum gab der Gründer Joseph Wilhelm die Geschäftsführung ab; seine Töchter Seraphine Wilhelm und Rosalie Dorn rückten in die Geschäftsführung auf.

### Entwicklung

Rapunzel Betriebsgebäude (2010)

| Jahr | Ereignis |
| ---- | --- |
| 1974 | Anmietung eines Bauernhofes in Pestenacker |
| 1975 | Gründung und Eröffnung eines Bioladens in Augsburg |
| 1976 | Erste Kontakte zu Bauern aus Italien und der Türkei. Umzug nach Tegernbach |
| 1977 | Erste bundesweite Auslieferung der Produkte |
| 1979 | Umzug nach Kimratshofen im Landkreis Oberallgäu |
| 1980 | Erste Anbauprojekte im europäischen Ausland |
| 1985 | Kauf des ehemaligen Milchwerkes in Legau und Umbau |
| 1987 | Produktion der weltweit ersten Bio-Schokolade |
| 1990 | Markteinführung des Produkts Samba |
| 1992 | Eintragung des Hand-in-Hand-Logos als Warenzeichen |
| 1997 | Gründung der türkischen Tochtergesellschaft |
| 1998 | Gründung des Hand-in-Hand-Fonds |
| 2003 | Bau eines Logistikzentrums in Bad Grönenbach |
| 2004 | Anerkennung als Demeter-Hersteller |
| 2007 | Genfrei Gehen – 1. Marsch für eine gentechnikfreie Welt von Lübeck nach Lindau und Installation einer Photovoltaikanlage                                                               |
| 2008 | 1. One World Award |
| 2009 | Genfrei Gehen – 2. Marsch für eine gentechnikfreie Welt von Berlin nach Brüssel |
| 2010 | 2. One World Award und Eröffnung des Rapunzel-Museums |
| 2011 | Right2Know-March von New York nach Washington – 3. Marsch für eine gentechnikfreie Welt zur Mobilisierung einer Kennzeichnungspflicht gentechnisch veränderter Lebensmittel in den USA |
| 2012 | 3. One World Award |
| 2014 | 4. One World Award und One World Festival anlässlich des 40. Firmenjubiläums |
| 2017 | 5. One World Award |
| 2017 | Übernahme der Zwergenwiese Naturkost GmbH, Silberstedt/Schleswig-Holstein |

### „One World Award“
Seit 2008 verleiht das Unternehmen mit dem Internationalen Dachverband für Ökologischen Landbau (IFOAM) den Preis One World Award für „Menschen und deren Projekte, die ganz im Sinne einer positiven Globalisierung diese Welt innovativ und engagiert zu einer besseren Welt machen“. Das Preisgeld betrug 2017 insgesamt 45.000 EUR und ging in unterschiedlichen Beträgen an:
- Ministerpräsident Shri Pawan Chamling und die Bio-Bewegung des Bundesstaates Sikkim/Indien
- United World Colleges (UWC) mit seinen Institutionen in Freiburg/Deutschland und Pune/Indien
- Nasser Abufarha/Palästina, Pionier für fairen Handel und Bio-Landwirtschaft im Mittleren Osten
- Amin Babayev/Aserbaidschan, Bodenwissenschaftler und Gründungsvater der Bio-Bewegung seines Landes
- Der Bio- und Fair-Handels-Pionier Shamiso Mungwashu/Simbabwe

Die Preisgelder werden von Rapunzel bereitgestellt.

### Engagement für Biosaatgut
Damit Bio-Erzeuger in Zukunft auf samenfestes Bio-Saatgut zurückgreifen können, unterstützt Rapunzel Naturkost die Grundlagenarbeit von Bio-Saatgutzüchtern. Seit einigen Jahren arbeitet das Unternehmen mit dem Schweizer Saatgutzüchter Sativa zusammen. Aus dieser Zusammenarbeit ist die Bio-Tomatensorte „Mauro Rosso“ entstanden, die seit dem 4. Dezember 2014 auch vom Bundessortenamt offiziell zugelassen ist. Außerdem unterstützt das Unternehmen mit einigen anderen Biounternehmen die Initiative Bio-Saatgut Sonnenblumen (IBS). Ziel der Initiative ist es, biologische High-Oleic (HO)-Sonnenblumensorten zu züchten.
Das SamenFest, das das Unternehmen seit 2012 in Legau veranstaltet, informiert über das Thema und bietet zudem die Möglichkeit, samenfestes Bio-Saatgut auf der Saatgutbörse zu erwerben oder zu tauschen.

### Produktbesonderheiten
- Erste Bio-Schokolade, 1987[10]
- Nussmus, seit 1976[34]
- Hülsenfrüchte aus Europa, seit 2016[35]
- Emmer-Nudeln, seit 2016[36]

## Kritik
Die SWR-Sendung „Report Mainz“ kritisierte das Unternehmen 2010 wegen der Verwendung von Bio-Palmöl, das auf Plantagen in Kolumbien gewonnen wurde, weil die einheimische Bevölkerung zwangsumgesiedelt und Wälder gerodet würden. Die Glaubwürdigkeit des SWR-Berichts wurde später allerdings angezweifelt. Im Oktober 2010 zog sich der in die Kritik geratene Daabon-Konzern, dessen Kunde auch Rapunzel Naturkost war, aus dem betroffenen Gebiet zurück. Als Konsequenz verarbeitet Rapunzel Naturkost nur noch fair gehandeltes Bio-Palmöl. Beim Palmöl-Check des WWF im Jahr 2017 belegte Rapunzel Naturkost Platz 3 von 255 befragten Unternehmen.
Die Tochterfirma Zwergenwiese erhielt 2019 den Schmähpreis Goldener Windbeutel für eine „Kindertomatensauce“ mit erhöhtem Zuckeranteil.
2020 geriet das Unternehmen während der COVID-19-Pandemie in die Kritik: Unter anderem habe es lange am Kochbuchautor Attila Hildmann festgehalten, obwohl dieser sich als Verschwörungstheoretiker in den Medien profilierte. Diese Aussage wurde vom Unternehmen richtiggestellt: Die Zusammenarbeit hatte sich auf fünf Jahre beschränkt und war schon 2015 beendet worden. Joseph Wilhelm, der Unternehmensgründer und Geschäftsführer, wurde für einen seiner regelmäßig auf der Website des Unternehmens veröffentlichten Wochenberichte kritisiert. Er bezeichnete darin das verordnete Maskentragen in zahlreichen öffentlichen Bereichen als „Maulkörbe“. Weiter folgten Äußerungen, dass der Tod so oder so bei Menschen eintreten werde und sich viele ältere, in der Pandemie besonders gefährdete Menschen „den Übergang in die geistige Welt als etwas ganz Natürliches erwarten und teils sogar ersehnen“ würden. Andere sollen diese Entscheidung respektieren und jüngere die älteren Menschen nicht bevormunden. Wilhelm behauptete auch, dass eine gesunde Lebens- und Ernährungsweise den besten Schutz gegen Infektionskrankheiten darstellt. Wenige Tage später waren diese Äußerungen offline.

## „Rapunzelturm“
Anlässlich des 40-jährigen Firmenjubiläums wurde 2014 auf dem Betriebsgelände als neues Wahrzeichen der Rapunzelturm errichtet, ein etwa 20 Meter hoher Aussichtsturm, der nach der Besteigung über seine 90 Treppenstufen einen Blick über das Firmengelände, die nähere Umgebung und auf die Allgäuer Alpen bietet.